# Northwest Passage (Fernsehserie)
Northwest Passage ist eine US-amerikanische Westernserie, die zwischen 1958 und 1959 von Metro-Goldwyn-Mayer produziert wurde.

## Handlung
Die Serie basiert frei auf dem Leben der historischen Figur des britischen Majors Robert Rogers in der Zeit des Siebenjährigen Kriegs in Nordamerika zwischen 1756 und 1763. Rogers rief die Rogers’ Rangers genannte Leichte Infanterieeinheit ins Leben, die zur Militärischen Aufklärung eingesetzt wurde. Einer ihrer Aufträge war es, die namensgebende Nordwestpassage zu finden, einen in Nordamerika vermuteten Wasserweg, der Pazifik und Atlantik verbindet. Rogers zur Seite stehen die indianischen Fährtenleser Sergeant Hunk Marriner und Ensign Langdon Towne. Neben der Suche nach der Nordwestpassage geraten die Rangers immer wieder in Kämpfe mit Indianern und Franzosen.

## Hintergrund
Die Fernsehserie basiert auf dem gleichnamigen Spielfilm von 1940, der wiederum auf dem Roman gleichen Namens von Kenneth Roberts basiert. In der Fernsehadaption übernahm Keith Larsen die Rolle von Spencer Tracy, Buddy Ebsen spielte die Rolle von Walter Brennan und Don Burnett stellte die Rolle von Robert Young dar. Zu den Gaststars zählten unter anderem Patrick Macnee, Angie Dickinson und Pernell Roberts.
Zwischen 1959 und 1961 schnitt MGM jeweils drei Episoden auf Spielfilmlänge um und brachte so mit Frontier Rangers („Draufgänger nach vorn“), Mission of Danger („Feind im Rücken“) und Fury River („Die Falle am Snake River“) drei Spielfilme ins Kino.

## DVD-Veröffentlichung
2008 erschien die komplette Serie in den USA auf DVD.